# Echte kervel
Echte kervel (Anthriscus cerefolium) is een eenjarige plant uit de schermbloemenfamilie (Umbelliferae of Apiaceae). De soort wordt algemeen geteeld (A. cerefolium ssp. cerefolium) en verwildert gemakkelijk (vooral A. cerefolium ssp. trichspermus Spr.). De plant heeft een opvallende anijsgeur.
De plant bloeit in april en mei. De schermen zijn samengesteld uit witte bloempjes die tamelijk vroeg bloeien. De plant kan 1 m hoog worden. De gladde stengels zijn hol en alleen boven de knopen behaard. De schermstralen zijn ook behaard.
De bloem is wit en heeft een doorsnede van 3–4 mm. Elk bloempje heeft een omwindseltje en vijf kroonblaadjes. De bloemen vormen samengestelde schermen met acht tot vijftien schermstralen. De bloeiperiode loopt van mei tot juni.
Echte kervel heeft cilindrische, onbehaarde, in rijpe toestand zwarte vruchtjes met een snavel, die half zo lang is als de vrucht. Alleen A. cerefolium ssp. trichspermus (de verwilderende ondersoort) heeft korte weerhaakjes op de vrucht. De vrucht is een tweedelige splitvrucht met eenzadige deelvruchtjes.
De bladeren zijn twee- tot drievoudig geveerd; de onderzijde is zachtbehaard.
Echte kervel groeit op voedselrijke, zonnige tot half beschaduwde plaatsen op vochtige tot natte bodem, zoals bermen van holle wegen en aanplant van robinia's.

## Toepassingen
Echte kervel wordt gebruikt als keukenkruid. In België is kervelsoep een bekende specialiteit. Voor de kruidenteelt worden meestal eenjarige planten gebruikt. Vóór de bloei zijn de bladeren het meest aromatisch.
Er zijn enkele plantensoorten die veel op kervel lijken maar giftig zijn zoals
- Dolle kervel (Chaerophyllum temulum), die zijn naam te danken heeft aan het feit dat koeien als ze er veel van eten zich gedragen als dronkaards.
- Gevlekte scheerling (Conium maculatum), dat door de Oude Grieken voor de voltrekking van een doodvonnis gebruikt werd.

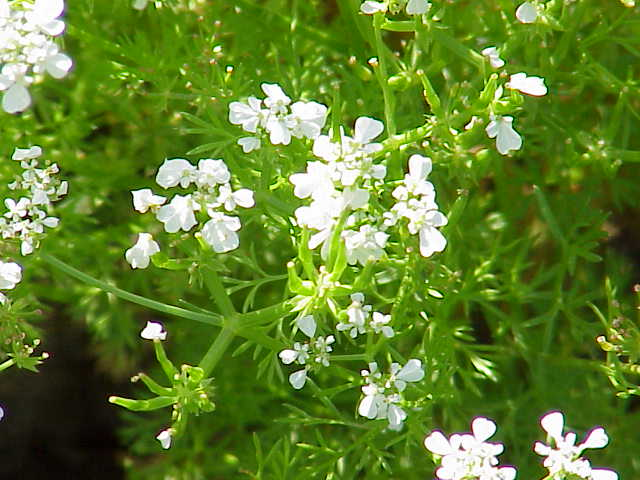
Bloeiwijze